# 2008–2009 az angol labdarúgásban
A 2008–2009-es szezon az angol labdarúgás 129. szezonja.

## Áttekintés
- A West Bromwich Albion, A Stoke City és a Hull City a Premier League-ben játszanak, miután feljutást nyertek a Championship-ből a korábbi szezonban. A Stoke 23 év után került ismét az élvonalba, míg a Hull először játszik az elsőosztályban. A West Bromwich Albion 2005–06-ban volt utoljára a Premier League tagja.
- A Leicester City a League One-ban, az angol harmadosztályban játszik először története során, miután az előző szezonban kiesett a Championship-ből.
- A Colchester United az új 10 000 férőhelyes stadionjában, a Colchester Community Stadionban játszik.
- Az Aldershot Town és az Exeter City visszatért a The Football League-be, miután megnyerték a Conference National-t, illetve a play-off mérkőzéseket. Az Exeter öt év után térhetett vissza, míg az Aldershot egy új klub, az Aldershot FC utódja, ami 1992-ben szűnt meg.
- A Luton Town League Two szereplését 30 pont mínusszal kezdte az Angol labdarúgó-szövetség döntése miatt. A Bournemouth és a Rotherham United mnusz 17 ponttal kezdte a szezont, utóbbi csapat hazai mérkőzéseit a Don Valley Stadionban, Sheffield-ben játssza.
- A Darlington-t 10 pontra büntették 2009. február 25-én.

## Edzőváltások
| Név                 | Klub                   | A távozás ideje      | Új edző           | A kinevezés ideje    |
| ------------------- | ---------------------- | -------------------- | ----------------- | -------------------- |
| Kevin Bond          | Bournemouth            | 2008. szeptember 1.  | Jimmy Quinn       | 2008. szeptember 2.  |
| Alan Curbishley     | West Ham United        | 2008. szeptember 3.  | Gianfranco Zola   | 2008. szeptember 11. |
| Kevin Keegan        | Newcastle United       | 2008. szeptember 4.  | Joe Kinnear1      | 2008. szeptember 26. |
| Keith Downing       | Cheltenham Town        | 2008. szeptember 13. | Martin Allen      | 2008. szeptember 15. |
| Alan Buckley        | Grimsby Town           | 2008. szeptember 15. | Mike Newell       | 2008. október 6.     |
| Geraint Williams    | Colchester United      | 2008. szeptember 22. | Paul Lambert      | 2008. október 9.     |
| Lee Sinnott         | Port Vale              | 2008. szeptember 22. | Dean Glover2      | 2008. október 6.     |
| Iain Dowie          | Queens Park Rangers    | 2008. október 24.    | Paulo Sousa       | 2008. november 19.   |
| Juande Ramos        | Tottenham Hotspur      | 2008. október 25.    | Harry Redknapp    | 2008. október 26.    |
| Harry Redknapp      | Portsmouth             | 2008. október 26.    | Tony Adams3       | 2008. október 28.    |
| John Ward           | Carlisle United        | 2008. november 3.    | Greg Abbott4      | 2008. december 5.    |
| Aidy Boothroyd      | Watford                | 2008. november 3.    | Brendan Rodgers   | 2008. november 24.   |
| Stan Ternent        | Huddersfield Town      | 2008. november 4.    | Lee Clark         | 2008. december 11.   |
| Simon Davies        | Chester City           | 2008. november 11.   | Mark Wright       | 2008. november 14.   |
| Maurice Malpas      | Swindon Town           | 2008. november 14.   | Danny Wilson      | 2008. december 26.   |
| Steve Holland       | Crewe Alexandra        | 2008. november 18.   | Gudjon Thordarson | 2008. december 24.   |
| Alan Pardew         | Charlton Athletic      | 2008. november 22.   | Phil Parkinson5   | 2008. december 31.   |
| Roy Keane           | Sunderland             | 2008. december 4.    | Ricky Sbragia6    | 2008. december 27.   |
| Danny Wilson        | Hartlepool United      | 2008. december 15.   |                   |                      |
| Gary McAllister     | Leeds United           | 2008. december 21.   | Simon Grayson     | 2008. december 23.   |
| Simon Grayson       | Blackpool              | 2008. december 23.   |                   |                      |
| Colin Calderwood    | Nottingham Forest      | 2008. december 26.   | Billy Davies      | 2009. január 1.      |
| Paul Fairclough     | Barnet                 | 2008. december 28.   |                   |                      |
| Paul Jewell         | Derby County           | 2008. december 29.   | Nigel Clough      | 2009. január 6.      |
| Jimmy Quinn         | Bournemouth            | 2008. december 31.   | Eddie Howe7       | 2009. január 19.     |
| Jimmy Mullen        | Walsall                | 2009. január 10.     | Chris Hutchings   | 2009. január 20.     |
| Glenn Roeder        | Norwich City           | 2009. január 14.     | Bryan Gunn8       | 2009. január 21.     |
| Martin Ling         | Leyton Orient          | 2009. január 18.     | Geraint Williams  | 2009. február 5.     |
| Jan Poortvliet      | Southampton            | 2009. január 23.     | Mark Wotte        | 2009. január 23.     |
| Tony Adams          | Portsmouth             | 2009. február 9.     |                   |                      |
| Luiz Felipe Scolari | Chelsea                | 2009. február 9.     | Guus Hiddink      | 2009. február 11.    |
| Russell Slade       | Yeovil Town            | 2009. február 16.    | Terry Skiverton   | 2009. február 18.    |
| Micky Adams         | Brighton & Hove Albion | 2009. február 21.    | Russell Slade     | 2009. március 6.     |
| John Sheridan       | Oldham Athletic        | 2009. március 15.    | Joe Royle         | 2009. március 15.    |
| Paulo Sousa         | Queens Park Rangers    | 2009. április 9.     |                   |                      |

## Angol válogatott
A hazai csapat bal oldalon, a vendég csapat a jobb oldalon van.

### Barátságos mérkőzések
| 2008. augusztus 20. | Anglia               | 2–2           | Csehország                | Wembley Stadion, London Nézőszám: 69 738 Játékvezető: Terje Hauge |
| 2008. augusztus 20. | Brown 45' J Cole 90' | (Jegyzőkönyv) | Baroš 22' Jankulovski 48' | Wembley Stadion, London Nézőszám: 69 738 Játékvezető: Terje Hauge |

| 2008. november 19. | Németország | 1–2           | Anglia              | Olimpiastadion, Berlin Nézőszám: 74 224 Játékvezető: Massimo Busacca |
| 2008. november 19. | Helmes 63'  | (Jegyzőkönyv) | Upson 23' Terry 84' | Olimpiastadion, Berlin Nézőszám: 74 224 Játékvezető: Massimo Busacca |

| 2009. február 11. | Spanyolország          | 2–0           | Anglia | Estadio Ramón Sánchez Pizjuán, Sevilla |
| 2009. február 11. | Villa 36' Llorente 82' | (Jegyzőkönyv) |        | Estadio Ramón Sánchez Pizjuán, Sevilla |

| 2009. március 28. | Anglia                                | 4–0           | Szlovákia | Wembley Stadion, London Nézőszám: 85 512 Játékvezető: Alain Hamer |
| 2009. március 28. | Heskey 6' Rooney 70', 90' Lampard 82' | (Jegyzőkönyv) |           | Wembley Stadion, London Nézőszám: 85 512 Játékvezető: Alain Hamer |

### Világbajnoki selejtezők
Anglia a 2010-es világbajnokság selejtezőinek 6. csoportjában szerepel.
| 2008. szeptember 6. | Andorra | 0–2           | Anglia         | Estadi Olímpic Lluís Companys, Barcelona Nézőszám: 10 300 Játékvezető: Cuneyt Cakir |
| 2008. szeptember 6. |         | (Jegyzőkönyv) | J Cole 49' 55' | Estadi Olímpic Lluís Companys, Barcelona Nézőszám: 10 300 Játékvezető: Cuneyt Cakir |

| 10 September 2008. szeptember 10. | Horvátország  | 1–4           | Anglia                         | Maksimir Stadion, Zágráb Nézőszám: 35 218 Játékvezető: Lubos Michel |
| 10 September 2008. szeptember 10. | Mandžukić 78' | (Jegyzőkönyv) | Walcott 26' 59' 82' Rooney 63' | Maksimir Stadion, Zágráb Nézőszám: 35 218 Játékvezető: Lubos Michel |

| 2008. október 11. | Anglia                                                    | 5–1           | Kazahsztán | Wembley Stadion, London Nézőszám: 89 107 Játékvezető: Paul Allaerts (Belgium) |
| 2008. október 11. | Ferdinand 52' Kuchma 65' (öngól) Rooney 77' 86' Defoe 90' | (Jegyzőkönyv) | Kukeev 68' | Wembley Stadion, London Nézőszám: 89 107 Játékvezető: Paul Allaerts (Belgium) |

| 2008. október 15. | Fehéroroszország | 1–3           | Anglia                     | Dinamo Stadion, Minszk Nézőszám: 32 000 |
| 2008. október 15. | Sitko 28'        | (Jegyzőkönyv) | Gerrard 11' Rooney 50' 74' | Dinamo Stadion, Minszk Nézőszám: 32 000 |

| 2009. április 1. | Anglia               | 2–1           | Ukrajna       | Wembley Stadion, London Nézőszám: 87 548 Játékvezető: Claus Bo Larsen (Dánia) |
| 2009. április 1. | Crouch 29' Terry 85' | (Jegyzőkönyv) | Sevcsenko 74' | Wembley Stadion, London Nézőszám: 87 548 Játékvezető: Claus Bo Larsen (Dánia) |

| 2009. június 6. | Kazahsztán | 0–4 | Anglia | Almaty Central Stadion, Almaty |
| 2009. június 6. |            |     |        | Almaty Central Stadion, Almaty |

| 2009. június 10. | Anglia | 6–0 | Andorra | Wembley Stadion, London |
| 2009. június 10. |        |     |         | Wembley Stadion, London |

## Eredmények
| Kiírás                       | Győztes            | Részletek                                                                                        | Jegyzőkönyv                   |
| ---------------------------- | ------------------ | ------------------------------------------------------------------------------------------------ | ----------------------------- |
| Premier League               |                    | Premier League 2008–09                                                                           |                               |
| FA-kupa                      |                    | FA-kupa 2008–09                                                                                  |                               |
| Ligakupa                     | Manchester United  | Football League Cup 2008–09 A Tottenham Hotspur-t győzték le 4–1-re büntetőkkel (0–0-s mérkőzés) | Jegyzőkönyv                   |
| Football League Trophy       | Luton Town         | Football League Trophy 2008–09 A Scunthorpe Unitedet győzték le 3–2-re hosszabbítás után         | Jegyzőkönyv                   |
| FA Trophy                    |                    | FA Trophy 2008–09                                                                                |                               |
| Conference League Cup        | AFC Telford United | A Forest Green Roverst győzték le 3–0-ra büntetőkkel (0–0-s mérkőzés)                            | Conference League Cup 2008–09 |
| Football League Championship |                    | Football League Championship 2008–09                                                             |                               |
| Football League One          |                    | Football League One 2008–09                                                                      |                               |
| Football League Two          |                    | Football League Two 2008–09                                                                      |                               |
| FA Community Shield          | Manchester United  | FA Community Shield 2008 A Portsmouth-t győzték le 3–1-re büntetőkkel (0–0-s mérkőzés)           | Jegyzőkönyv                   |

## Csapatok mozgása
| Kiírás                       | Feljutó                 | Playoff                                         | Kieső                     |
| ---------------------------- | ----------------------- | ----------------------------------------------- | ------------------------- |
| Premier League               | N/A                     | N/A                                             |                           |
| Football League Championship | Wolverhampton Wanderers | Birmingham City, Sheffield United               | Charlton Athletic         |
| Football League One          | Leicester City          | Peterborough United                             | Hereford United           |
| Football League Two          |                         | Brentford, Exeter City, Wycombe Wanderers, Bury | Luton Town                |
| Blue Square Premier          |                         | Burton Albion, Cambridge United                 | Northwich Victoria, Lewes |

## Visszavonulások
- 2008. július 14. – Neil Moss (Bournemouth)[63]
- 2008. augusztus 20. – Alan Stubbs (Derby County)[64]
- 2008. augusztus 28. – Andy Cooke (Shrewsbury Town)[65]
- 2008. szeptember 3. – Rob Clare (Stockport County)[66]
- 2008. szeptember 3. – Antti Niemi (Fulham)[67]
- 2008. szeptember 25. – Christian Roberts (Swindon)[68]
- 2008. október 3. – Damien Francis (Watford)[69]
- 2008. november 11. – Andrew Cole (Nottingham Forest)[70]
- 2008. december 6. – Darren Anderton (Bournemouth)[71]
- 2009. január 6. – Paul Mitchell (Milton Keynes Dons)[72]
- 2009. január 21. – Shane Tudor (Port Vale)[73]

## Halálozások
- 2008. július 3. – Ernie Cooksey, 28, a Grays Athletic középpályás, bőrrákban halt meg. Korábban az Oldham Athletic, a Rochdale, a Crawley Town és a Boston United.csapataiban játszott[74]
- 2008. július 28. – Gerry Lightowler, 67, korábbi Bradford Park Avenue és Bradford City hátvéd.[75]
- 2008. augusztus 26. – Bob Mountford, 56, korábbi csatár, több alacsonyabb osztályú csapatban játszott az 1970-es években, többek közt a Port Vale-ben, a Rochdale-ben, a Huddersfield Town-ban és a Halifax Town-ban.[76]
- 2008. augusztus 28. – Ronnie Briggs, 65, korábbi kapus, aki a Manchester United-nél kezdte pályafutását, később a Swansea Town és a Bristol Rovers játékosa volt. Két mérkőzést játszott az északír válogatottban.[77]
- 2008. szeptember 4. – Tommy Johnston, 81, korábbi csatár, a Leyton Orient mindenkori legjobb góllövője 123 góllal. Játszott még a Norwich City, a Newport County és a Blackburn Rovers csapataiban[78]
- 2008. szeptember 6. – Bill Shorthouse, 86, korábbi Wolverhampton Wanderers hátvéd és csapatkapitány-helyettes, 376 mérkőzésen játszott a csapatban az 1940-es és 1950-es években.[79]
- 2008. szeptember 25. – Jimmy Sirrel, 86, korábbi Notts County edző, aki a negyedosztályból az élvonalba vezette a csapatot. Továbbá volt még a Brentford és a Sheffield United menedzsere is.[80]
- 2008. szeptember 27. – Jimmy Murray, 72, korábbi Wolverhampton Wanderers csatár, aki több, mint 150 gólt szerzett a csapatban, valamint két bajnoki címet és egy FA-kupát nyert a Wolvessel. Volt még a Manchester City és a Walsall játékosa is.[81]
- 2008.. szeptember 27. – Len Browning, 80, korábbi Leeds United és Sheffield United csatár, pályafutását tuberkulózis miatt korán abba kellett hagynia.[82]
- 2008. szeptember 29. – Tommy Northcott, 76, korábbi Torquay United csatár, aki több, mint 120 gólt szerzett a csapatban. Játszott még a Cardiff City és a Lincoln City csapataiban.[83]
- 2008. október 2. – John Sjoberg, 67, korábbi Leicester City középhátvéd, aki 15 szezont töltött a csapatnál. Rövid ideig játszott még a Rotherham United-nél.[84]
- 2008. október 9. – Bert Loxley, 74, korábbi Notts County szélső és a Lincoln City edzője.[85]
- 2008. október 21. – George Edwards, 87, korábbi walesi válogatott szélső, aki amatőrként kezdte pályafutását a Swansea Town-nál, később profiként a Birmingham City és a Cardiff City játékosa volt.[86]
- 2008. október 23. – Brian Hillier, 65, a Swindon Town korábbi elnöke.[87]
- 2008. november 1. – Dermot Curtis, 76, korábbi ír válogatott csatár, a Bristol City, az Ipswich Town, az Exeter City és a Torquay United játékosa. Jelenleg ő az egyetlen Exeter játékos, aki felnőtt válogatottban is játszott.[88]
- 2008. november 8. – Régis Genaux, 35, korábbi belga válogatott hátvéd, fél szezon erejéig játszott a Coventry City-nél az 1996–97-es szezonban. Játszott még a Standard Liège-ben (Belgium), és az olasz Udinese-ben.[89]
- 2008. november 17. – Peter Aldis, 81, korábbi Aston Villa balhátvéd, 12 szezont töltött a Villa Parkban és tagja volt az 1957-ben FA-kupát nyert csapatnak.[90]
- 2009. január 21. – Vic Crowe, 76, az Aston Villa és a walesi válogatott korábbi játékosa, aki 13 szezont töltött a Villa Parkban játékosként, és négyet edzőként. Játszott még a Peterborough Unitedben, és tartalékként szerepelt a válogatott 1958-as világbajnoki keretében.[91]
- 2009. január 27. – Aubrey Powell, 90, korábbi walesi válogatott csatár, aki a pályafutása nagy részét a Leeds United-nél töltötte, de játszott még az Evertonnál és a Birmingham City-nél is.[92]
- 2009. január 29. – Roy Saunders, 78, a Liverpool és a Swansea Town korábbi játékosa, aki később a Swansea edzői csapatában dolgozott. Never capped at senior level, but did play once for Great Britain XI against a "Rest of the World" team. Father of Dean Saunders.[93]
- 2009. február 2. – Paul Birch, 46, korábbi középpályás, az Aston Villa és a Wolverhampton Wanderers jelentős játékosa. Játszott a Doncaster Rovers-ben, az Exeter City-ben és a ligán kívüli Halesowen Town-ban. Később edzőként dolgozott a Forest Green Rovers-ben és a Birmingham City-ben. Csontrákban halt meg.[94]
- 2009. február 7. – Joe Haverty, 72, korábbi ír válogatott, aki 7 szezont töltött az Arsenalban, játszott továbbá a Blackburn Rovers-ben, a Millwall-ban és több másik csapatban Nagy-Britanniában és külföldön. 32-szer játszott az ír válogatottban.[95]
- 2009. február 9. – Reg Davies, 79, korábbi csatár, a Southend United, a Newcastle United, a Swansea Town és a Carlisle United játékosa, hat mérkőzésen játszott a walesi válogatottban.[96]
- 2009. február 9. – Neville Hamilton, 48, korábbi Leicester City, Mansfield Town és Rochdale középpályás, 24 évesen vonult vissza szívbetegsége miatt. Később az ificsapat edzője volt évekig a Leicester City-nél.[97]
- 2009. február 15. – Don Leeson, 73, korábbi Barnsley kapus, később rendőr lett.[98]
- 2009. március 2. – Andy Bowman, 74, korábbi Chelsea és Newport County szélső, aki a Hearts játékosa is volt Skóciában.[99]
- 2009. március 4. – Harry Parkes, 89, korábbi hátvéd, teljes, 18 éves pályafutását az Aston Villánál töltötte, ahol közel 350 mérkőzésen lépett pályára. 1946-ban behívták az angol válogatottba, de nem játszott mérkőzésen.[100]
- 2009. március 7. – Jimmy Hernon, 84, korábbi szélső, aki a Leicester City, a Bolton Wanderers, a Grimsby Town és a Watford csapataiban játszott.[101]
- 2009. március 9. – Eddie Lowe, 83, korábbi Aston Villa és Fulham szélső, háromszor játszott az angol válogatottban 1947-ben. 511 mérkőzésen játszott a Fulhamben, a csapat legtöbb mérkőzést számláló játékosaként vonult vissza. Rekordját később Johnny Haynes döntötte meg.[102]
- 2009. március 16. – Alan Suddick, 64, korábbi középpályás, a Newcastle United és a Blackpool jelentős játékosa, U23-as angol válogatott. Szabadrúgásairól volt ismert.[103]
- 2009. március 29. – Hugh Kelly, 85, korábbi szélső, teljes pályafutását a Blackpool-nál töltötte, ahol 428 bajnoki mérkőzésen játszott. Sérülés miatt ki kellett hagynia a híres "Matthews döntőt" 1953-ban. Egy mérkőzésen játszott a skót válogatottban.[104]
- 2009. április 11. – Jimmy Neighbour, 58, korábbi Tottenham Hotspur, Norwich City és West Ham United szélső. Az 1971-ben Ligakupát nyert Tottenham keret tagja.[105]
- 2009. április 12. – Mike Keen, 69, korábbi Queens Park Rangers, Luton Town és Watford középpályás, közel 700 bajnoki mérkőzésen játszott 16 éves pályafutása alatt. Játékosedző volt a Watfordnál, valamint a Northampton Town és a Wycombe Wanderers edzője is volt.[106]
- 2009. április 19. – Dicky Robinson, 82, korábbi hátvéd, aki több mint 400 mérkőzésen játszott a Middlesbrough-ban, és ötször játszott a Football League-et képviselő csapatban. Játszoitt még a Barrow-ban is.[107]
- 2009. május 3. – John Elsworthy, 77, az Ipswich Town korábbi szélsője, aki 16 szezont töltött a klubnál, tagja volt az Ipswich 1961–62-ben bajnoki címet szerző csapatának. Tartalékként szerepelt a walesi válogatott 1958-as világbajnokságon részt vevő keretében, de sosem játszott válogatott mérkőzésen.[108]
- 2009. május 4. – Bobby Campbell, 86, korábbi skót válogatott, aki szélsőként játszott a Falkirk, a Chelsea és a Reading csapataiban, majd edzőként dolgozott a Dumbarton-nál és a Bristol Rovers-nél.[109]
- 2009. május 16. – Peter Sampson, 81, korábbi szélső, aki 340 bajnoki mérkőzésen játszott a Bristol Rovers-ben, az egyetlen profi csapatában 1948 és 1961 között.[110]
- 2009. május 20. – Alan Kelly, 72, a Preston North End korábbi kapusa, aki klubrekordnak számító 447 bajnoki mérkőzésen lépett pályára a csapatban és 47-szer játszott az ír válogatottban. Fiai, Gary és Alan Jr is profi kapusok.[111]
- 2009. május 25. – Billy Baxter, 70, az Ipswich Town korábbi védője, aki 11 szezont töltött a Portman Road-on, és tagja volt annak a csapatnak, akik 1961–62-ben megnyerték a bajnokságot. Játszott még a Hull City-ben, a Watford-ban és a Northampton Town-ban.[112]